# Izagre
Izagre è un comune spagnolo di 252 abitanti situato nella comunità autonoma di Castiglia e León.